# Radio edit
Radio edit, também conhecida por radio version ou clean version, é uma versão reduzida e modificada de uma música, que é usada, principalmente, em rádios. Geralmente, são editadas pela duração muito longa e o seu conteúdo: algumas palavras podem ser silenciadas, modificadas ou substituídas e o repertório instrumental pode ser um pouco modificado, possivelmente para uma ideia que poderia ter sido colocada na música original, mas foi descartada. Pode ser também que a canção seja regravada com diferentes letras.